# 噬血芭蕾
是2024年上映的美国吸血鬼题材恐怖電影。该片以1936年環球怪物电影《德古拉的女儿》为蓝本，是对该片的重启，由麥特·貝提內里-歐平和泰勒·吉列特联袂执导，斯蒂芬·希尔兹和盖·布西克共同编剧，演出阵容包括梅莉莎·巴雷拉、丹·史蒂文斯、凯瑟琳·纽顿、威廉·卡特利特、凱文·杜蘭、安格斯·克劳德、艾莉莎·威爾和吉安卡洛·伊坡托。
电影于2024年4月7日在俯瞰电影节上映，同年4月19日在美国上映，环球影业负责发行。

## 劇情
一群業餘罪犯綁架了一名勢力強大的黑幫老大的12歲芭蕾舞者女兒艾碧嘉，他們只要在一棟與世隔絕的豪宅裡看守這個小女孩一個晚上，就能得到五十萬美元的贖金。但是這些綁匪在這棟豪宅中卻一個接一個地突然消失不見，後來他們才驚恐地發現，原來他們和一個不是一般小女孩的肉票困在這棟豪宅裡面。

## 演员
- 梅莉莎·巴雷拉（英语：Melissa Barrera） 饰 「喬伊（英语：Joey Bishop）」（Joey）[7]
- 丹·史蒂文斯 饰 「法蘭克」（Frank）[1][8]
- 艾莉莎·威爾（英语：Alisha Weir） 饰 艾碧嘉（Abigail）[9]
- 凯瑟琳·纽顿 饰 「珊咪」（Sammy）[10]
- 威廉·卡特利特（William Catlett）饰 「里克斯」（Rickles）[1]
- 凱文·杜蘭 饰 「彼得」（Peter）[11][1]
- 安格斯·克劳德 饰 「狄恩」（Dean）[1]
- 吉安卡洛·伊坡托 饰 兰伯特（Lambert）[12][1]

## 制片

### 开发
2023年4月，据报道電波靜默製片公司将为环球影业开发一部怪物惊悚片，由麥特·貝提內里-歐平和泰勒·吉列特担任导演，查德·维莱拉与X计划于乐的威廉·谢拉克（William Sherak）、保罗·奈因斯坦（Paul Neinstein）和詹姆斯·范德比爾特担任制片人，斯蒂芬·希尔兹（Stephen Shields）和盖·布西克负责编剧。该项目是对环球怪物系列电影角色的现代改编，形式类似于2020年的《隱形人》和2023年的《吸血鬼特助：雷菲爾》。电影剧情被形容为“对经典怪物传说的独特呈现，用全新的方向来纪念经典的银幕角色”。电影原计划为贝蒂内利-奥尔平在《惊声尖叫5》后的下一部作品，但贝蒂内利-奥尔本和吉列特在完成《惊声尖叫5》后又拍摄了《驚聲尖叫6》，因而推迟了本片的制作。
后续消息指电影原名《德古拉的女儿》（Dracula's Daughter），沿用了1936年同名电影，也就是本片蓝本的片名。不过环球影业表示，他们之前的确想将《神鬼傳奇》开发成一个宇宙，现在已经改变方向，每部作品继续“根植于恐怖片类型，同时不设预算、评级或类型上的限制”，不处在同一个宇宙，而是有各自的世界。这个全新的方向由电影制作人来把控，但凡有对角色有自己想法的导演都可以参与到剧情的开发中，可以向环球影业递交剧本提纲。在这个理念的带动下，电影于2024年1月定名为《噬血芭蕾》。

### 选角
2023年4月，曾在驚聲尖叫系列中担任主角的梅莉莎·巴雷拉加盟剧组。次月，丹·史蒂文斯、凱文·杜蘭、艾莉莎·威爾、凯瑟琳·纽顿、安格斯·克劳德和威廉·谢拉克（William Sherak）宣布加盟。2023年6月，吉安卡洛·伊坡托宣布参演配角。曾在玛蒂尔达：音乐剧中扮演主角玛蒂尔达·沃姆伍德的艾莉莎·威爾将出演德古拉的女儿。

### 拍摄
主体拍摄于2023年6月30日在爱尔兰都柏林启动,，暂定名称《綁架艾碧嘉》（Abducting Abigail）。受2023年美国演员工会大罢工影响，拍摄工作于同年7月暂停。亚伦·莫顿（Aaron Morton）担任本片的摄影。2023年7月31日，电影主演安格斯·克劳德猝死，他在片中的戏份已经拍摄完成。同年12月15日，电影杀青。

### 音乐
长期与貝蒂內利-奧爾平和吉列特的布莱恩·泰勒负责配乐创作。

## 发行
电影于2024年4月7日在俯瞰电影节上映，同年4月19日在美国上映，环球影业负责发行。

## 反响
根据評論匯總网站爛番茄汇总的13篇评论文章，85%的评论家给予该作正面评价，平均打分为7.8分（满分10分）。在Metacritic上，5位影評人共給予了61分的分數（滿分100分），這部電影獲得了「普遍好評」。。